# L'Individu dans sa société
L'individu dans sa société est un essai anthropologique et psychanalytique d'Abram Kardiner paru en 1939 en anglais et introduit par l'ethnologue Ralph Linton. Le psychanalyste américain y met en avant les concept de personnalité de base et de moi individuels. Basée sur les études ethnologiques basées sur l'observation participante de Linton, Kardiner soulève l'empreinte des institutions sur notre comportement.
La personnalité de base correspond à l'ensemble des comportements, homogènes car liées aux instances de socialisation, d'un groupement organisé d'être humain. Ces instances produisent donc une « personnalité de base », commune à tous les individus du groupe. À partir de cette personnalité, les individus auront une manière singulière de vivre le même modèle : les « mois individuels. »  Chaque individu va « broder des variations singulières à partir d’un modèle commun à l’ensemble des individus du groupe. » Kardiner et Linton montrent entre autres dans cet essai l'impertinence de l'universalité du complexe d'Œdipe, qui ne s'applique en réalité qu'aux sociétés occidentales.